# Distrito electoral de Roosevelt (condado de Garfield, Nebraska)
Roosevelt (en inglés: Roosevelt Precinct) es un distrito electoral ubicado en el condado de Garfield en el estado estadounidense de Nebraska. En el Censo de 2010 tenía una población de 6 habitantes y una densidad poblacional de 0,04 personas por km².

## Geografía
Roosevelt se encuentra ubicado en las coordenadas 41°53′50″N 98°47′52″O / 41.89722, -98.79778. Según la Oficina del Censo de los Estados Unidos, Roosevelt tiene una superficie total de 147.06 km², de la cual 146.97 km² corresponden a tierra firme y (0.07%) 0.1 km² es agua.

## Demografía
Según el censo de 2010, había 6 personas residiendo en Roosevelt. La densidad de población era de 0,04 hab./km². De los 6 habitantes, Roosevelt estaba compuesto por el 100% blancos, el 0% eran afroamericanos, el 0% eran amerindios, el 0% eran asiáticos, el 0% eran isleños del Pacífico, el 0% eran de otras razas y el 0% pertenecían a dos o más razas. Del total de la población el 0% eran hispanos o latinos de cualquier raza.